# Парламентские выборы в Тринидаде и Тобаго (1991)
Парламентские выборы в Тринидаде и Тобаго прошли 16 декабря 1991 года. В результате Народное национальное движение одержало победу, получив большинство в 21 из 36 мест парламента. Явка составила 65,5 %. Премьер-министром стал Патрик Маннинг.

## Результаты
| Партия                                    | Голосов | %    | Мест | +/-   |
| ----------------------------------------- | ------- | ---- | ---- | ----- |
| Народное национальное движение            | 233 150 | 45,1 | 21   | +18   |
| Объединённый национальный конгресс        | 151 046 | 29,2 | 13   | новая |
| Национальный альянс за реконструкцию      | 127 335 | 24,6 | 2    | -31   |
| Национальный комитет совместного действия | 5 743   | 1,1  | 0    | 0     |
| Недействительных/пустых бюллетеней        | 2 775   | -    | -    | -     |
| Всего                                     | 520 049 | 100  | 36   | 0     |
| Источник: Nohlen                          |         |      |      |       |